# Serge Reggiani
Serge Reggiani, nato Sergio Reggiani (Reggio Emilia, 2 maggio 1922 – Boulogne-Billancourt, 22 luglio 2004), è stato un attore e cantante italiano naturalizzato francese.
Molto amato dal pubblico francese, era soprannominato "L'Italien", che è  anche il titolo della canzone da lui scritta e cantata come tributo alla sua terra d'origine.

## Biografia

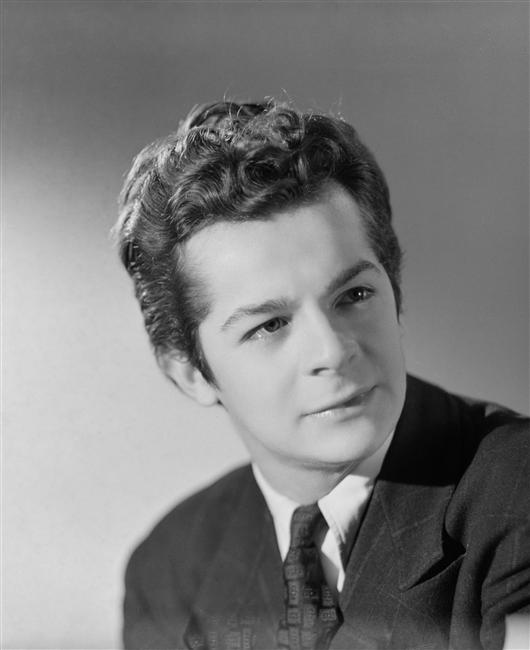
Serge Reggiani nel 1940

Nativo del popolare rione reggiano di Santa Croce, figlio di Ferruccio e di Letizia Spagni, emigrò in Francia nel 1930 al seguito della famiglia per sfuggire al fascismo. I Reggiani si stabilirono inizialmente a Yvetot, in Normandia, e successivamente a Parigi nella zona di Faubourg Saint-Denis, dove il padre continuò a svolgere la sua attività di parrucchiere che lo stesso Sergio praticò come apprendista. 
Già in giovane età si dedicò al teatro, e nel 1937, si iscrisse al conservatorio delle arti cinematografiche, dove ottenne un primo riconoscimento. Dopo aver ricoperto piccoli ruoli in teatro e al cinema, nel 1939 si iscrisse al Conservatorio nazionale d’arte drammatica, dal quale otterrà due premi in dramma e commedia. Diede eccellenti prove del suo talento sia nel repertorio classico (Jean Racine e Lope de Vega) che in quello moderno (Armand Salacrou, Jean-Paul Sartre e Jean Cocteau). Nel 1942 esordì nel cinema, interpretando inizialmente ruoli secondari. Il primo successo arrivò nel 1943 con Le carrefour des enfants perdus, diretto da Léo Joannon. Sul set del film conobbe l'attrice Janine Darcey, che nel 1945 sposò e dalla quale ebbe due figli, Stéphan e Carine. Appena terminato di girare questo film, con l'invasione nazista di Parigi, Reggiani fu costretto a fuggire dalla città per evitare il lavoro obbligatorio in Germania, e il servizio di leva nell'esercito italiano.
Nel 1948 ottenne la cittadinanza francese e cominciò a interpretare ruoli cinematografici più importanti in film come Manon (1949), e soprattutto in Casco d'oro (1952). Amico di Yves Montand e di Simone Signoret, nel 1963 conobbe a casa loro Jacques Canetti, uno scopritore di talenti dell'universo della musica, che gli fece conoscere il repertorio di Boris Vian, allora quasi sconosciuto, e gli propose di intraprendere la carriera di cantante. Il suo primo album, pubblicato in controtendenza in pieno periodo ye-ye, fu appunto una raccolta di brani di Boris Vian ed ebbe nel 1965 un inaspettato successo di vendite. Da lì Reggiani si affermò anche come chansonnier, collaborando spesso con la cantante Barbara.
Sempre nel 1965, Reggiani recitò in 420 repliche di I sequestrati di Altona, dramma di Jean-Paul Sartre, al Theatre des Athénées di Parigi. Nel maggio 1968 fu un sostenitore delle lotte dei giovani parigini e cantò per loro nella facoltà di Medicina occupata dagli studenti.

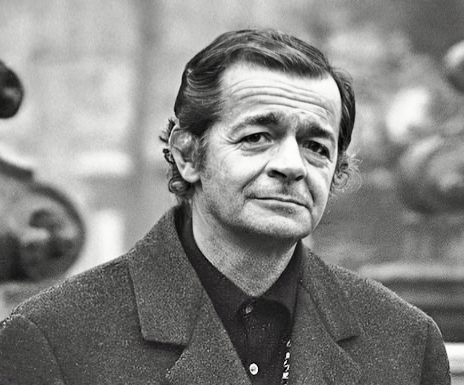
Serge Reggiani nel 1970

Gli anni 1970 furono il periodo in cui l'attore raggiunse l'apice del proprio successo sia nel cinema che nella musica. Nel 1973 incise l'LP Poètes per la Polydor; tra le sue canzoni di grande successo, vi sono Le Barbier de Belleville, Ma Liberté e Les Loups. Lavorò pure per il cinema italiano con i film Manù il contrabbandiere (1947), Bufere (1953), ma soprattutto con Tutti a casa (1960), diretto da Luigi Comencini e al fianco di Alberto Sordi, Il Gattopardo (1963) di Luchino Visconti e Il giorno della civetta (1968) di Damiano Damiani. Recitò anche per la televisione italiana, nello sceneggiato I Giacobini (1962) di Federico Zardi, per la regia di Edmo Fenoglio.
Nel 1973, Reggiani lasciò la seconda moglie Annie Noël, dalla quale aveva avuto tre figli.
Nel 1980, il suicidio del figlio Stéphan lo segnò personalmente e artisticamente, facendo rallentare la sua carriera di cantante e di attore. Per un po' di tempo egli si ritirò in solitudine e si dedicò alla pittura, e negli anni successivi dovette anche curarsi dalla depressione e dalla dipendenza dall'alcool. Nel 1985 il Presidente della Repubblica francese gli conferì il titolo di Cavaliere della Legion d'onore. Nel 1990 pubblicò un'autobiografia dal titolo La question se pose. Nel 1997, dopo tanti anni, tornò nella sua città natale, Reggio Emilia, per partecipare a un concerto durante la Festa dell'Unità. Nel 2002 ricevette l'Ordine nazionale al merito dal presidente Jacques Chirac.
Reggiani morì nel 2004 a Parigi, a 82 anni, per un arresto cardiaco. È sepolto al cimitero di Montparnasse insieme a suo figlio Stéphan e ai suoi genitori. Il presidente Chirac, in occasione dei suoi funerali, lo definì un "poeta dal cuore immenso".

## Filmografia

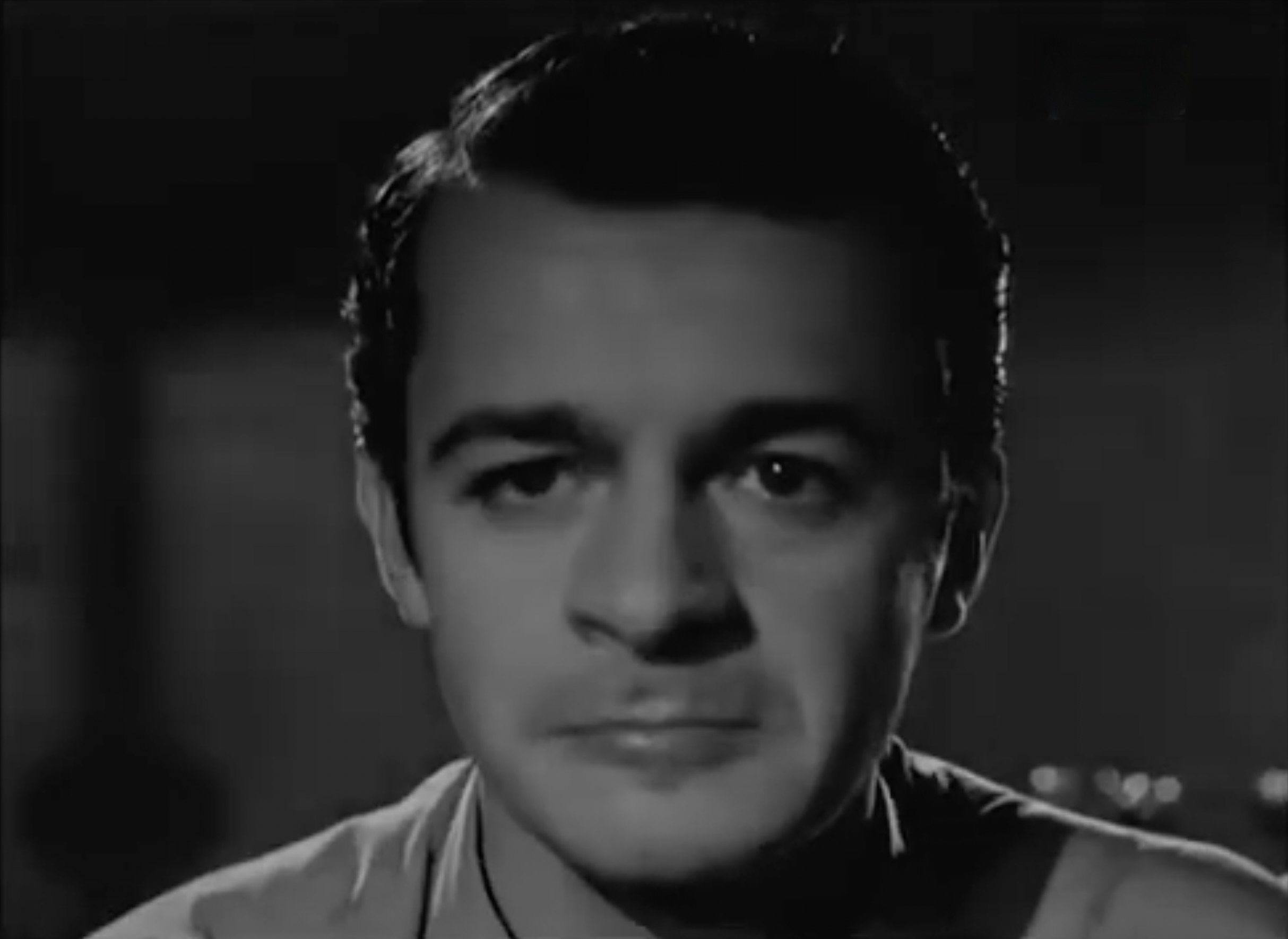
Serge Reggiani ne Il mondo le condanna (1953)

Serge Reggiani ne I sette fratelli Cervi (1968)

- Il viaggiatore d'Ognissanti (Le voyageur de la toussaint), regia di Louis Daquin (1943)
- Mentre Parigi dorme (Les portes de la nuit), regia di Marcel Carné (1946)
- Manù il contrabbandiere, regia di Lucio De Caro (1947)
- L'artiglio nero (Le mystère de la chambre jaune), regia di Henri Aisner (1948)
- La corte dei miracoli (François Villon), regia di André Zwoboda (1948)
- Manon, regia di Henri-Georges Clouzot (1948)
- Ritorna la vita (Retour à la vie), regia di Georges Lampin, Henri-Georges Clouzot, Jean Dréville (1948)
- Nel regno dei cieli (Au royaume des cieux), regia di Julien Duvivier (1949)
- Gli amanti di Verona (Les amants de Vérone), regia di André Cayatte (1949)
- Il piacere e l'amore (La Ronde), regia di Max Ophüls (1950)
- The Secret People di Thorold Dickinson (1952)
- Casco d'oro (Casque d'or), regia di Jacques Becker (1952)
- Camicie rosse (Anita Garibaldi), regia di Goffredo Alessandrini, Francesco Rosi (1952)
- Il vendicatore folle (Le parfum de la dame en noir), regia di Louis Daquin (1953)
- Il mondo le condanna, regia di Gianni Franciolini (1953)
- Bufere, regia di Guido Brignone (1953)
- Atto d'amore (Un act d'amour), regia di Anatole Litvak (1953)
- Napoleone Bonaparte (Napoléon), regia di Sacha Guitry (1955)
- Gli assassini vanno all'inferno (Les salauds vont en enfer), regia di Robert Hossein (1955)
- La donna del giorno, regia di Francesco Maselli (1956)
- Clandestina a Tahiti (Le passager clandestin), regia di Ralph Habib (1957)
- I miserabili (Les misérables), regia di Jean-Paul Le Chanois (1958)
- Marie-Octobre, regia di Julien Duvivier (1959)
- Scacco alla morte (Échec au porteur), regia di Gilles Grangier (1959)
- Tutti a casa, regia di Luigi Comencini (1960)
- Paris Blues, regia di Martin Ritt (1961)
- Lo spione (Le doulos), regia di Jean-Pierre Melville (1962)
- La guerra continua, regia di Leopoldo Savona (1962)
- Il Gattopardo, regia di Luchino Visconti (1963)
- Marie Chantal contro il dr. Kha (Marie Chantal contre Dr. Kha), regia di Claude Chabrol (1965)
- La 25ª ora (La vingt-cinquième heure), regia di Henri Verneuil (1967)
- I tre avventurieri (Les aventuriers), regia di Robert Enrico (1967)
- I sette fratelli Cervi, regia di Gianni Puccini (1968)
- Il giorno della civetta, regia di Damiano Damiani (1968)
- L'armata degli eroi (L'armée des ombres), regia di Jean-Pierre Melville (1969)
- Conto alla rovescia (Comptes à rebours), regia di Roger Pigaut (1971)
- Il clan dei francesi (Les caïds), regia di Robert Enrico (1972)
- 7 cervelli per un colpo perfetto (Trois milliards sans ascenseur) regia di Roger Pigaut (1972)
- Non toccare la donna bianca, regia di Marco Ferreri (1974)
- Tre amici, le mogli e (affettuosamente) le altre (Vincent, François, Paul et les autres), regia di Claude Sautet (1974)
- Il gatto, il topo, la paura e l'amore (Le Chat et la souris), regia di Claude Lelouch (1975)
- La fabbrica degli eroi (Le bon et les méchants), regia di Claude Lelouch (1976)
- E Beatrice sta a guardare (Une fille cousue de fil blanc), regia di Michel Lang (1977)
- Vivere giovane (Violette et François), regia di Jacques Rouffio (1977)
- Fantastica, regia di Gilles Carle (1980)
- La terrazza, regia di Ettore Scola (1980)
- Il volo (O melissokomos), regia di Theo Angelopoulos (1986)
- Rosso sangue (Mauvais sang), regia di Leos Carax (1986)
- Ne réveillez pas un flic qui dort, regia di José Pinheiro (1988)
- Ho affittato un killer (I Hired a Contract Killer), regia di Aki Kaurismäki (1990)
- Zani, regia di Simon Reggiani - documentario (1991)
- Ci sono dei giorni... e delle lune (Il y a des jours... et des lunes), regia di Claude Lelouch (1990)
- El pianista, regia di Mario Gas (1998)

## Doppiatori italiani
- Gianfranco Bellini in I miserabili, Paris Blues, 7 cervelli per un colpo perfetto, Tre amici, le mogli e (affettuosamente) le altre
- Stefano Sibaldi in Camicie rosse (Anita Garibaldi), Il mondo le condanna, Bufere
- Augusto Marcacci in Casco d'oro
- Diego Michelotti in La donna del giorno
- Aldo Giuffré in Tutti a casa
- Ubaldo Lay in Lo spione
- Lando Buzzanca in Il Gattopardo
- Gualtiero De Angelis in La 25ª ora
- Gigi Proietti in I tre avventurieri
- Oreste Lionello in Il giorno della civetta
- Luciano Melani in Conto alla rovescia
- Carlo Sabatini in Rosso sangue